# Называевская
Называевская — железнодорожная станция Омского региона Западно-Сибирской железной дороги, расположенная на главном ходу Транссиба, в городе Называевске Омской области. К западу от станции проходит граница Западно-Сибирской и Свердловской железных дорог.

## История
В 1911 году была проложена железнодорожная линия Омск — Тюмень, где на 150-м километре от Омска построили небольшой разъезд, одновременно соорудили вокзал, паровозное депо, водонапорную башню, товарный двор, контору дистанции пути.
Название своё новая станция получила по волостному селу Называевскому. Эта станция притягивала к себе многочисленных представителей иностранных фирм, купцов и зажиточных людей со всей округи, став перевалочной базой для торговли сибирским маслом.
В то время П.А. Столыпин и А.В. Кривошеин писали царю: «Сибирское маслоделие дает золота вдвое больше, чем вся сибирская золотая промышленность».
На строительстве Называевского железнодорожного узла трудились, в основном, переселенцы из Центральной и Западной России. Они селились в землянках, сколачивали хибарки из ящиков и старых шпал.
К 1917 году поселение представляло собой крупный посёлок, в котором проживали 400 человек. Советская власть была восстановлена в 1919 году после освобождения посёлка от колчаковцев кавалеристами К. К. Рокоссовского. Станцию также освобождал бронепоезд «Грозный», комиссаром которого был И. С. Конев. После освобождения станция была разрушенной, разграбленной и забита тифозными больными. Но, несмотря на сложность обстановки, называевцы дружно заготавливали хлеб, крупу, масло, чтобы помочь голодающим Петрограда, Москвы, Поволжья, а также выходили на погрузку, разгрузку вагонов, ремонтировали искорёженные пути, мосты, разгромленные мастерские. Очень скоро движение на железной дороге было восстановлено.
В 1924 году Называевск стал центром района, в 1956 году его преобразовали в город, а в 1957 году на участке Называевск — Омск пошли первые электровозы.

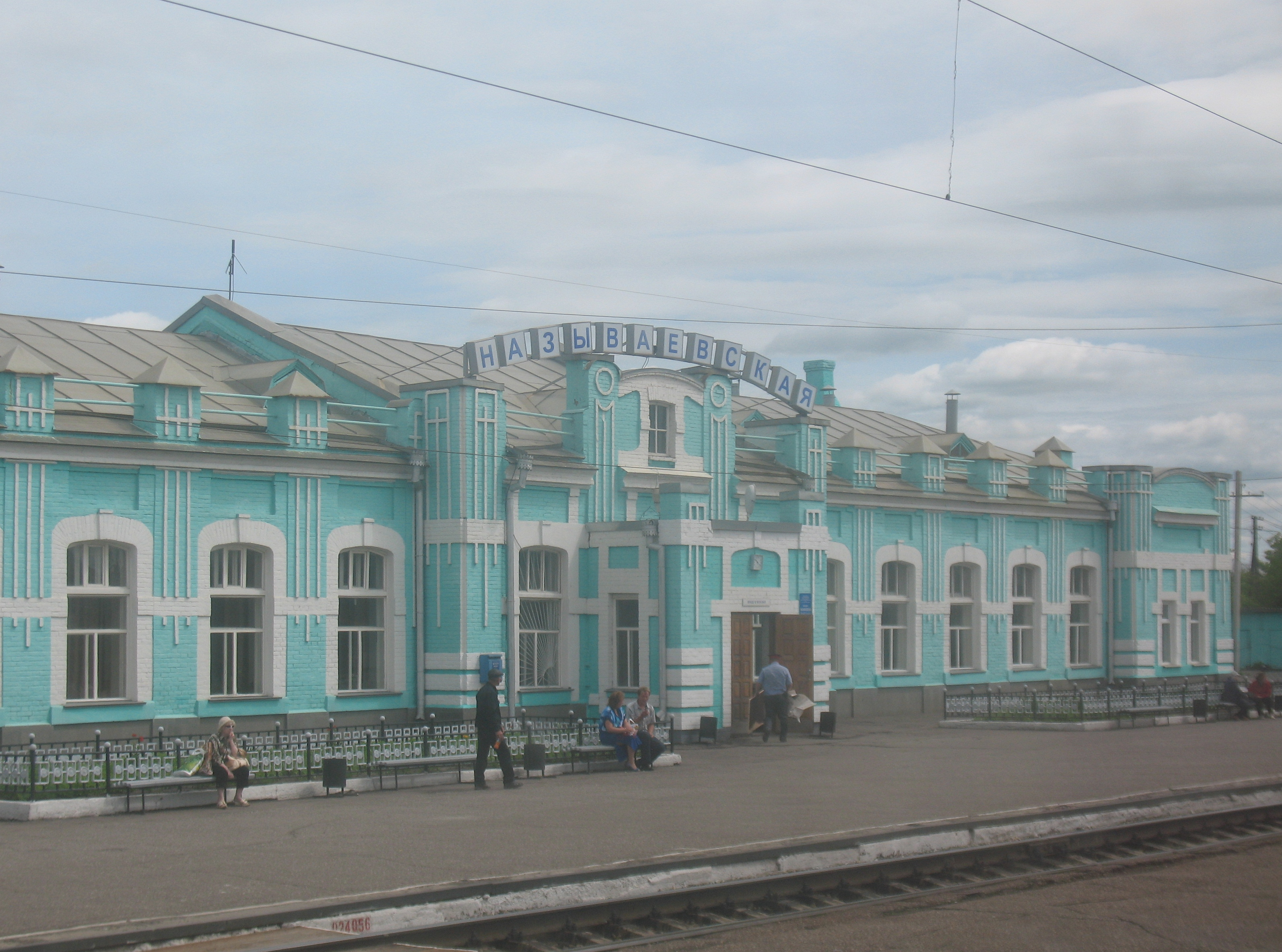
Вокзал ст. Называевская до перепланировки (2009)

В декабре 2012 года вокзал Называевская открылся после перепланировки

Вокзал ст. Называевская после перепланировки (2023)

## Дальнее сообщение
По состоянию на июнь 2019 года через станцию курсируют следующие поезда дальнего следования:
| № поезда         | Маршрут движения              | № поезда         | Маршрут движения              |
| ---------------- | ----------------------------- | ---------------- | ----------------------------- |
| 13 "Новокузнецк" | Новокузнецк — Санкт-Петербург | 14 "Новокузнецк" | Санкт-Петербург — Новокузнецк |
| 37 "Томич"       | Томск — Москва                | 38 "Томич"       | Москва — Томск                |
| 55 "Енисей"      | Красноярск — Москва           | 56 "Енисей"      | Москва — Красноярск           |
| 63               | Новосибирск — Минск           | 64               | Минск — Новосибирск           |
| 67               | Абакан — Москва               | 68               | Москва — Абакан               |
| 69               | Чита — Москва                 | 70               | Москва — Чита                 |
| 91               | Северобайкальск — Москва      | 92               | Москва — Северобайкальск      |
| 93               | Омск — Нижневартовск          | 94               | Нижневартовск — Омск          |
| 95               | Барнаул — Москва              | 96               | Москва — Барнаул              |
| 99               | Владивосток — Москва          | 100              | Москва — Владивосток          |
| 103              | Новосибирск — Брест           | 104              | Брест — Новосибирск           |
| 115 "Омич"       | Омск — Нижневартовск          | 116 "Омич"       | Нижневартовск — Омск          |
| 117              | Новокузнецк — Москва          | 118              | Москва — Новокузнецк          |
| 125 "Обь"        | Новосибирск — Новый Уренгой   | 126 "Обь"        | Новый Уренгой — Новосибирск   |
| 135              | Барнаул — Москва              | 136              | Москва — Барнаул              |
| 137              | Новокузнецк — Тюмень          | 138              | Тюмень — Новокузнецк          |
| 139              | Барнаул — Адлер               | 140              | Адлер — Барнаул               |